# Kwatta-albums
Kwatta-albums zijn plaatjesalbums die in de 20ste eeuw werden uitgegeven om plaatjes in te plakken die via de Kwatta-producten konden worden verkregen. De albums van de Bredase cacao- en chocoladefabrikant werden wel in België, maar niet in Nederland uitgegeven.
De albums zijn thans begeerde verzamelobjecten, zeker als er geen plaatjes ontbreken. Later werden nog plaatjes uitgegeven die niet meer bedoeld waren om in een album te kleven, maar om naast elkaar gekleefd op een groot vel papier, samen een poster te vormen. Een voorbeeld hiervan is de reeks van 90 Smurfenplaatjes.

## Tweetalige albums Nederlands-Frans
- De jacht - La chasse